# دالاس كيني
دالاس كيني (بالإنجليزية: Dallas Kinney)‏ هو صحفي ومصور أمريكي، ولد في 1937.